# Turnhalle

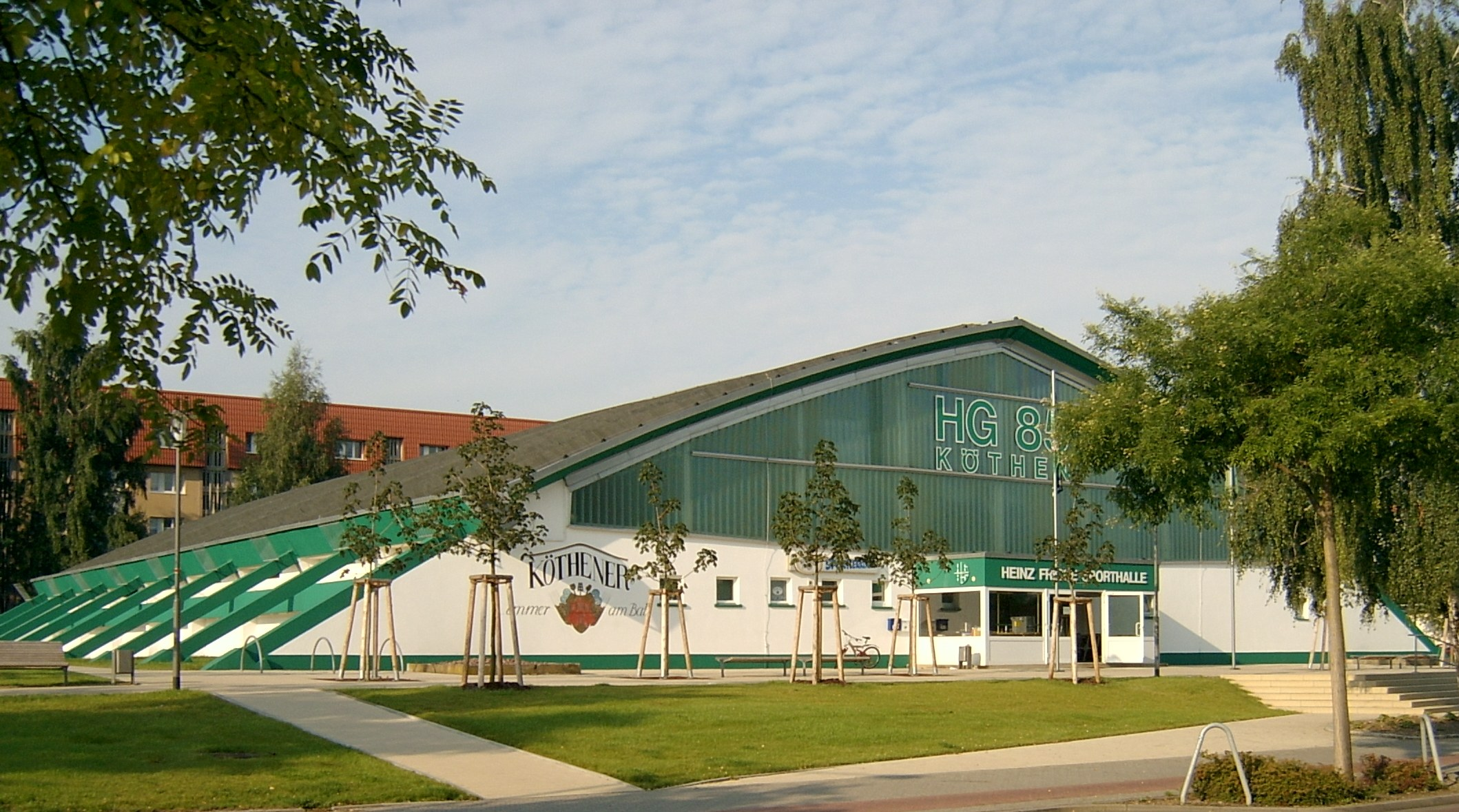
Sporthalle in Köthen (Anhalt)

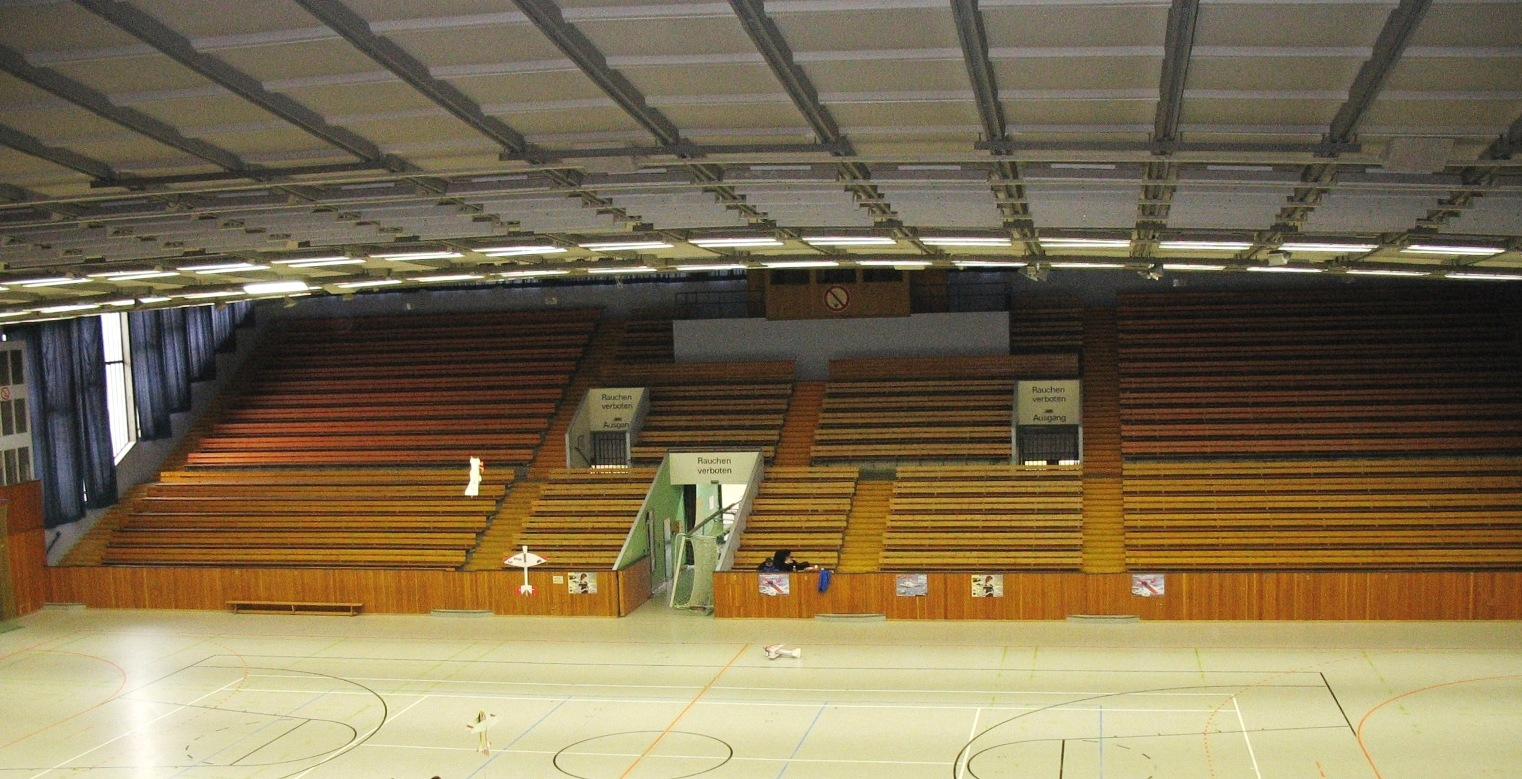
Innenansicht der Sporthalle Augsburg

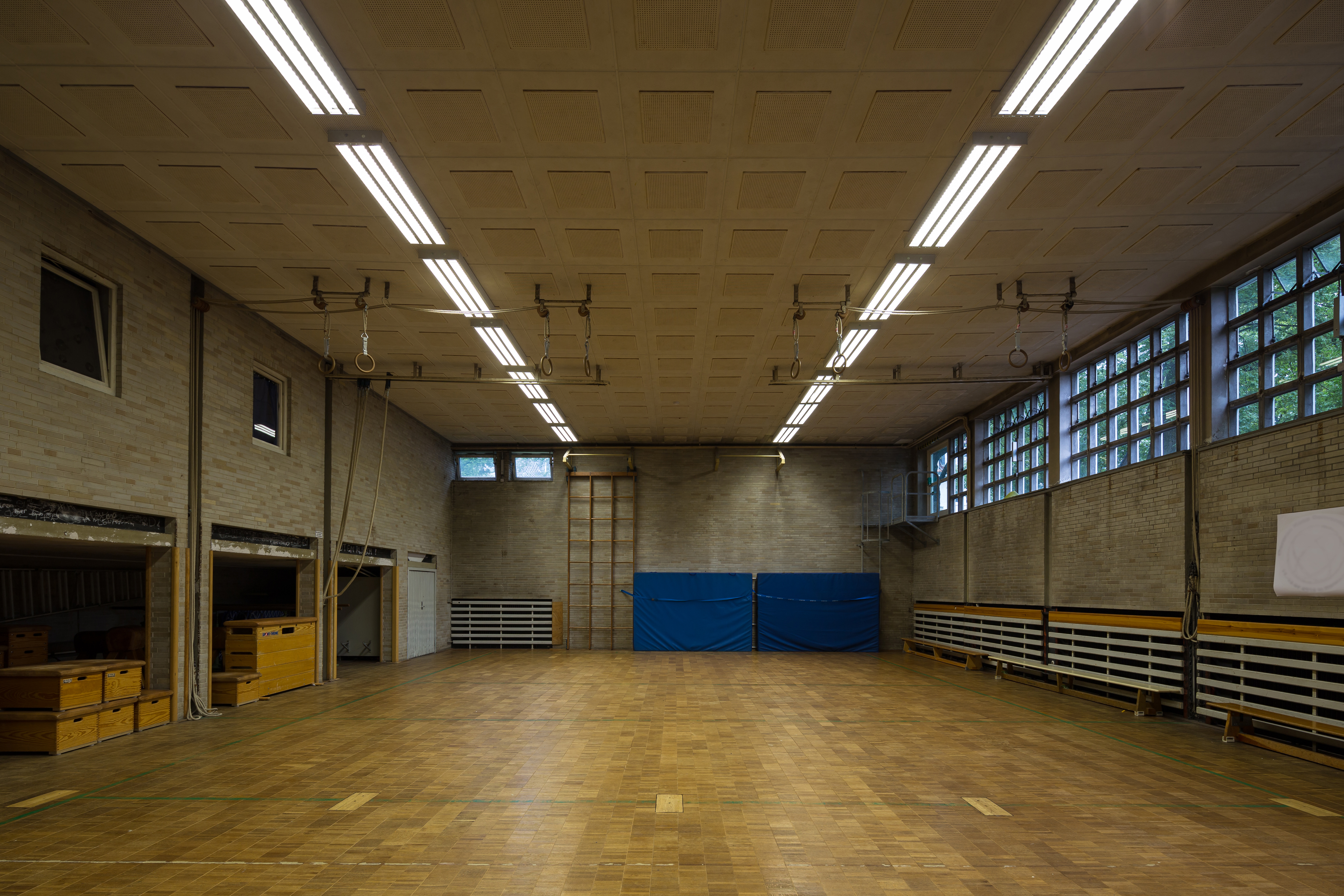
Turnhalle in einer deutschen Schule

Eine Turnhalle (auch Sporthalle oder Turnsaal) ist eine gedeckte Halle oder ein entsprechend großer, hallenartiger Raum in einem Gebäude zur Ausübung verschiedener Sportarten. Träger ist oft eine Schule, die Gemeinde oder ein Sportverein.
Oft werden Schulturnhallen am Abend von Sportvereinen genutzt, beispielsweise durch wöchentliche Miete.

## Geschichte

### Vorläufer Turn-Platz
Die Turnhalle geht auf den von Friedrich Jahn erfundenen Turnplatz zurück.
- Der erste Turn-Platz in Deutschland wurde am 18. Juni 1811 auf der Berliner Hasenheide infolge der Turnbewegung eröffnet.[1]

- 1816 wurde die Hamburger Turnerschaft gegründet.

### Schweiz
1845 wurde in Winterthur mit dem Turnhaus Stadthausstrasse die erste Turnhalle der Schweiz gebaut, diese musste jedoch bereits 1868 dem Gründungsgebäude der damaligen Bank in Winterthur weichen.

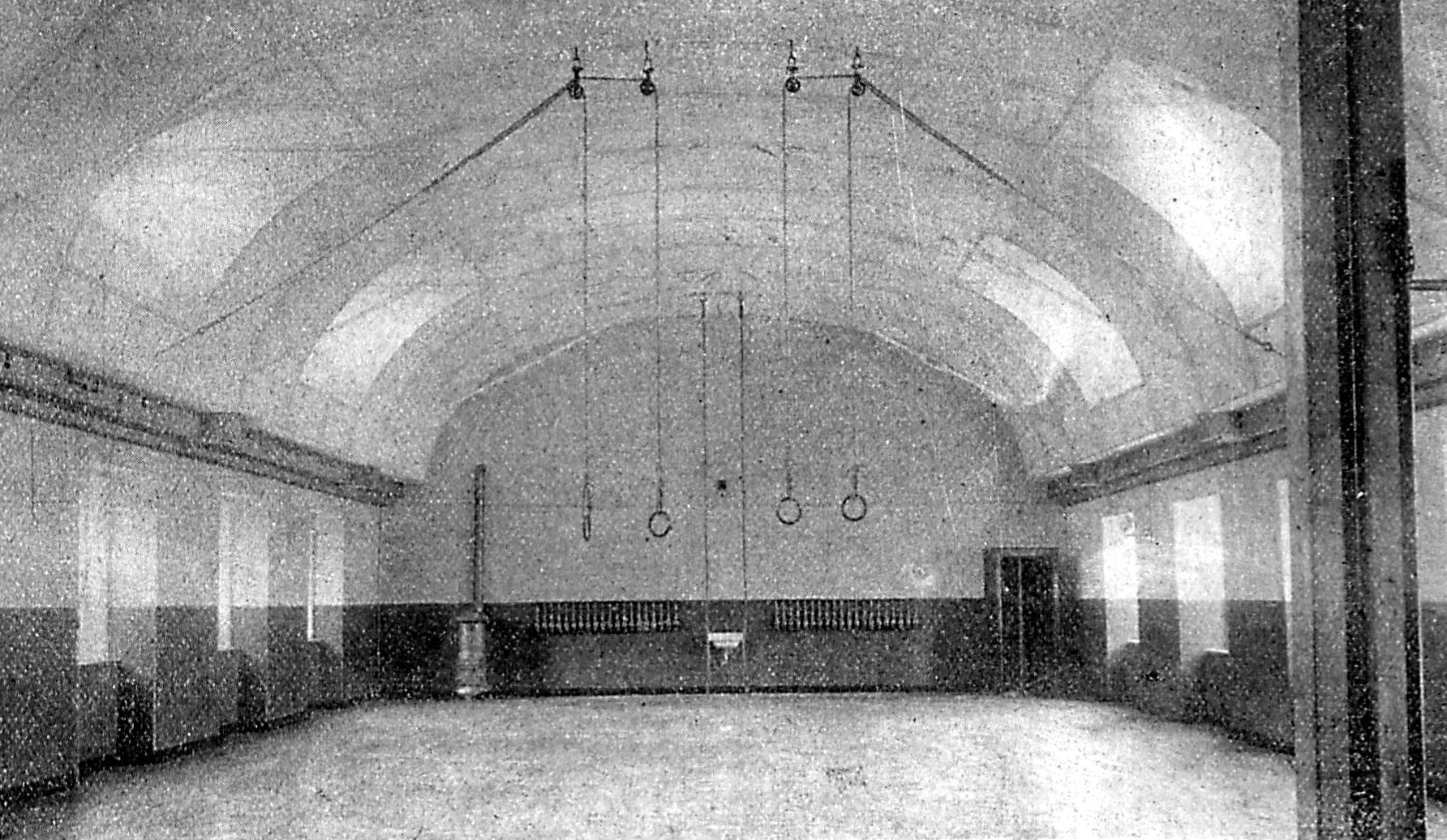
Ein Blick in den Turnsaal im Obergeschoss der neuen Lübecker Hauptfeuerwache zu deren Eröffnung im Jahre 1906

### Deutschland
- 1847 bekam der ATV in Leipzig eine Turnhalle in der Holzgasse, die erste Turnhalle in Deutschland.

- 1849 entstand eine der ersten Turnhallen Deutschlands in Hamburg. Der 500 m² große Bau hat 16.500 Mark gekostet und wurde von den Mitgliedern der Hamburger Turnerschaft von 1816 finanziert.[2]

- 1906 wurde in Lübeck eine neue Hauptfeuerwache fertiggestellt, die in ihrem Obergeschoss einen Turnsaal besaß.

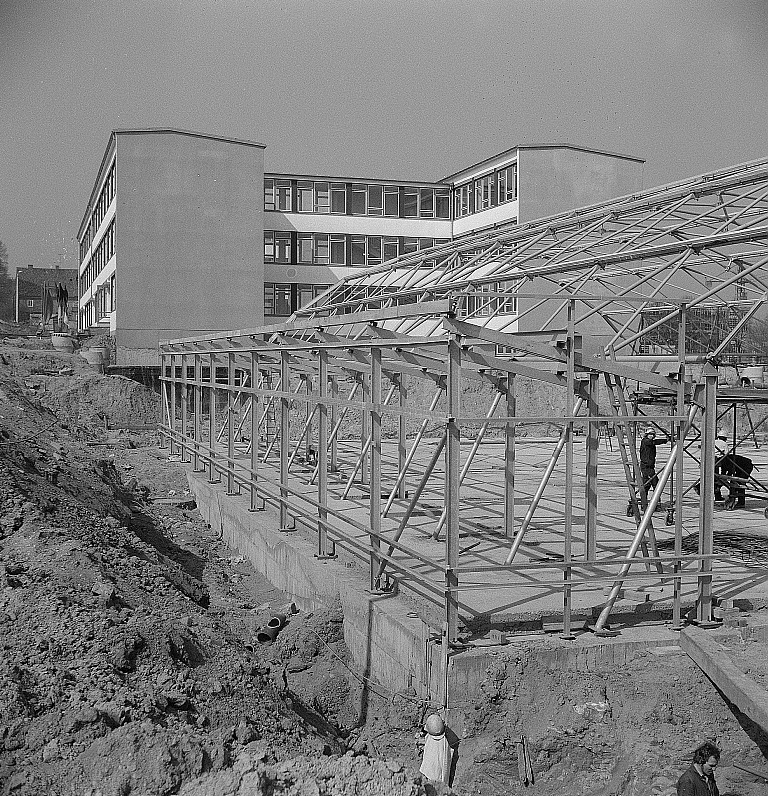
Bau einer Tonnen-Turnhalle Dresden-Zschertnitz

### DDR
In der DDR gab es mehrere Standardbauwerke (Typenbau), die in großer Stückzahl gebaut wurden. Beispiele sind der Typ KT 60 L mit einem runden Dach oder die sogenannte Tonnen-Turnhalle. Zahlreiche Turnhallen erhielten ein Dach aus VT-Falten.

## Bauvorschriften in Deutschland
Nach den Bauvorschriften der Länder werden bestimmte Norm- oder Mindestmaße vorgeschrieben oder empfohlen.
- Einfachturnhalle: zum Beispiel 15 m × 27 m in der Anlage zur Schulbauverordnung in Bayern.
- Zweifachturnhalle: zum Beispiel 30 m × 27 m
- Dreifachturnhalle: zum Beispiel 45 m × 27 m

Insbesondere gilt die DIN 18032, DIN 18036 und DIN 18038.
Die lichte, hindernisfreie Höhe beträgt bei der Einzelhalle mindestens 5,50 m und bei den anderen Typen mindestens 7,00 m.
Wenn große Turn- oder Sporthallen ein Mehrfaches dieser Maße besitzen und durch flexible Wände unterteilbar sind, spricht man von Mehrfachhallen, zum Beispiel Dreifachhalle, Dreifachsporthalle, Dreifachturnhalle oder Dreifelderhalle, welche in drei parallel nutzbare Hallenbereiche unterteilt werden können.